# Mindszent

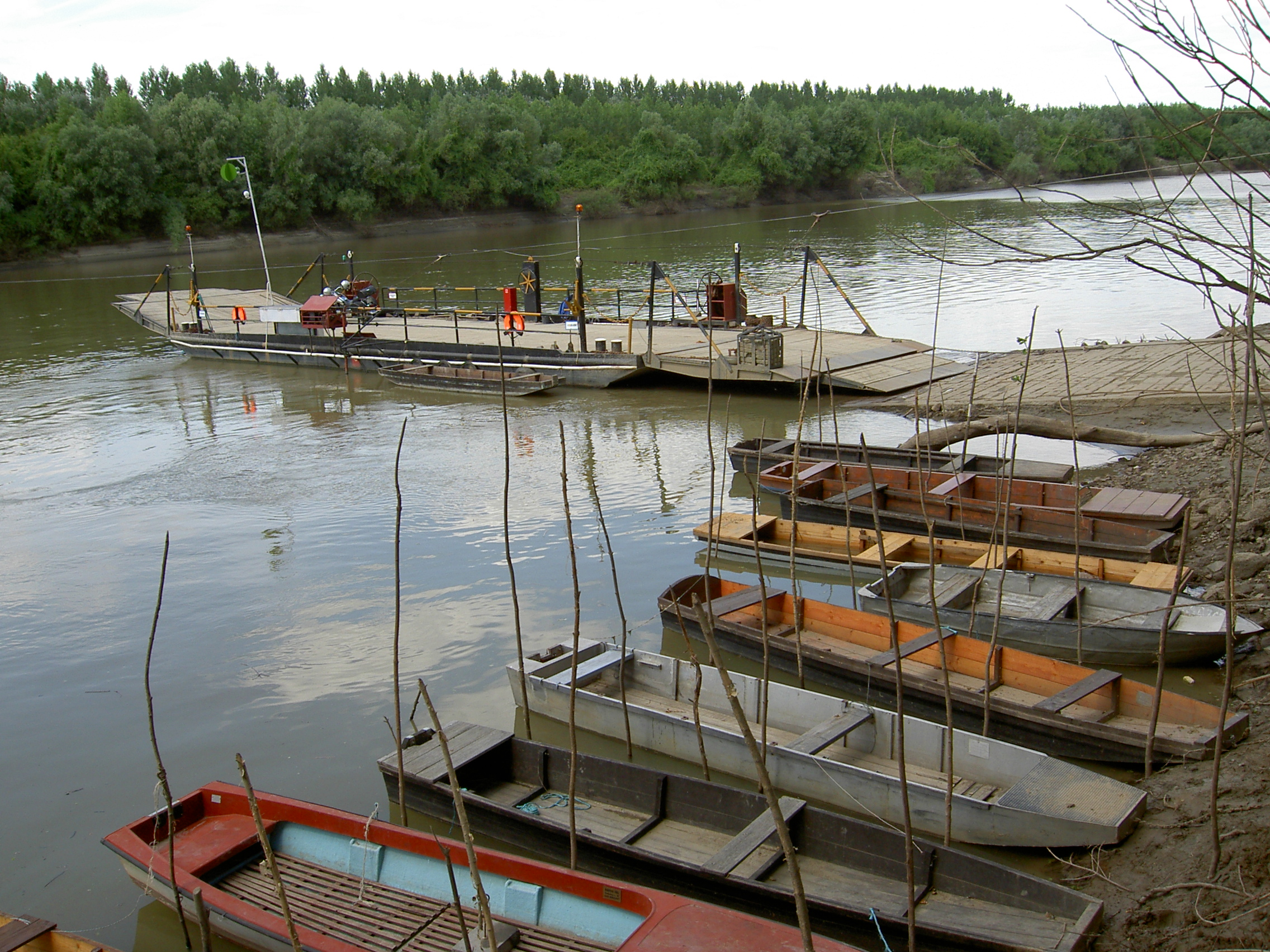
Färjan över Tisza mellan Mindszent och Baks.

Mindszent är en mindre stad i distriktet Hódmezővásárhely i provinsen Csongrád-Csanád i sydöstra Ungern. Mindszent hade år 2020 totalt 6 302 invånare.